# Лорд великий камергер
Лорд великий камергер (англ. Lord Great Chamberlain) — шестой по старшинству из девяти высших церемониальных чиновников (Great Officers of State) Великобритании. Не следует путать эту должность с должностью лорда-камергера двора (Lord Chamberlain of the Household), отвечающего за координацию хозяйственной деятельности королевского двора. Должность великого камергера наследственная. Нынешним лордом великим камергером является барон Каррингтон.

## Лорд великий камергер Англии
Исторически лорд великий камергер Англии возглавлял систему управления королевским двором и руководил деятельностью различных его подразделений. Великий камергер отвечал за организацию важнейших церемоний (свадьбы, крестины, похороны членов королевской фамилии, коронации монархов), а также контролировал право доступа к королю. Во время приёмов лорд великий камергер стоял позади монарха и объявлял имя и титул приближающегося к королю лица. Позднее функции управления двором были переданы заместителю, камергеру двора, а в компетенции самого лорда великого камергера остались в основном представительские функции. Со времён Елизаветы I и до 1968 года лорд великий камергер был главным цензором театральных постановок страны.
До 1965 года лорд великий камергер был главным распорядителем Вестминстерского дворца и, как таковой, отвечал за организацию торжественного открытия и закрытия сессий парламента Великобритании. Великий камергер назначает по своему выбору пэра, который вносит Государственный меч, если открытие сессии торжественное (State Opening), то есть присутствует монарх. В обязанности великого камергера также входит ведение книги отчётов о торжественных открытиях и об изменениях в их процедуре. Во время коронаций он занимается одеянием монарха, подносит королю воду перед и после коронационного приёма, а также участвует в самом обряде инвеституры государя символами власти. В 1999 году было отменено автоматическое право наследственных пэров быть членами Палаты лордов, однако сохранение такого права для лиц, занимающих должность лорда великого камергера, специально оговорено. При вступлении на трон нового монарха происходит смена лорда великого камергера.

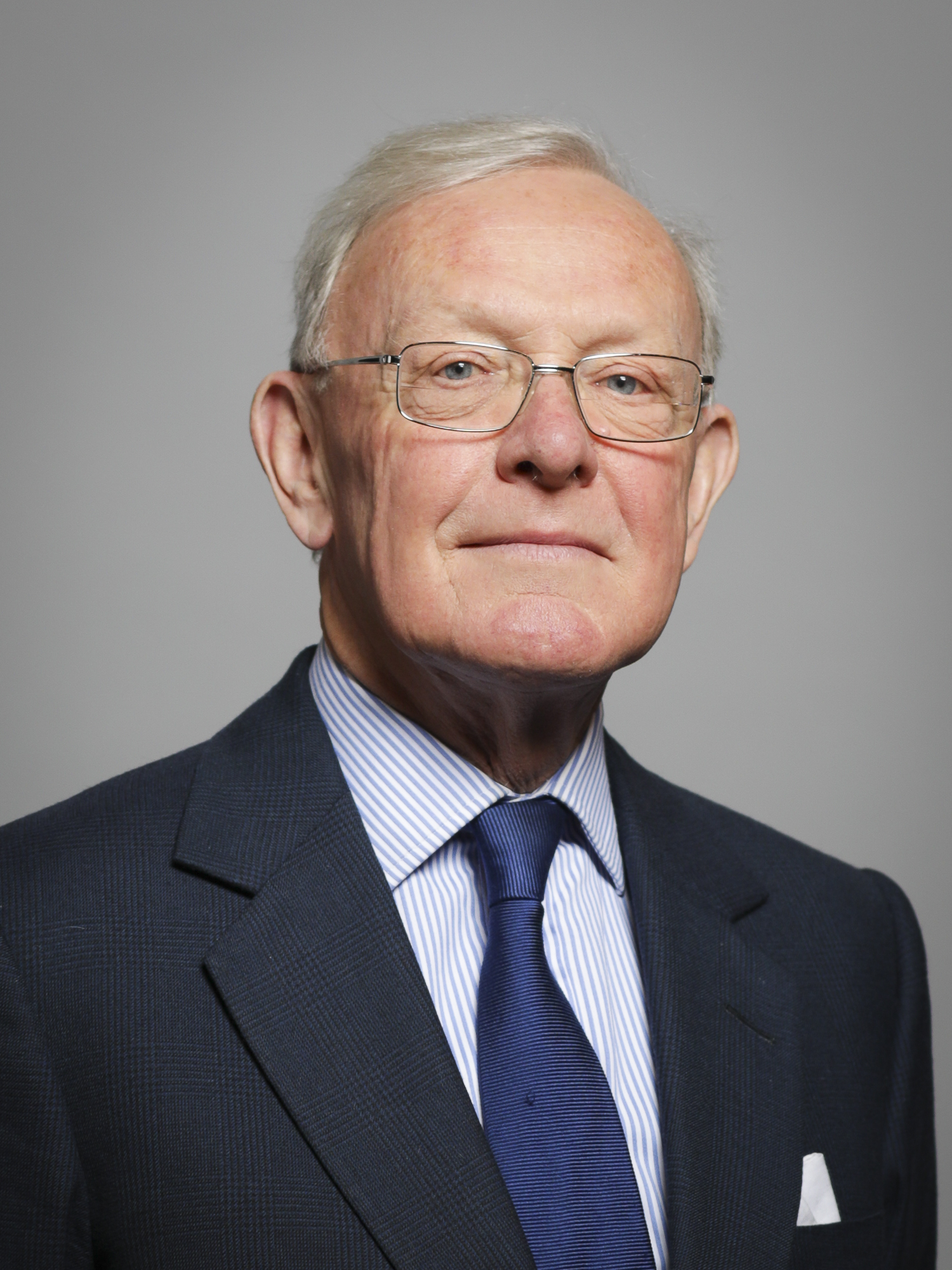
Барон Каррингтон, нынешний Лорд великий камергер

Должность лорда великого камергера появилась в Англии в начале XII века. Первым великим камергером стал Роберт Мале, сын одного из соратников Вильгельма Завоевателя. Однако в 1133 году король Генрих I передал эту должность Обри де Веру, чьи потомки, графы Оксфорд, в дальнейшем с небольшими перерывами и занимали этот пост. В 1625 году после смерти последнего графа Оксфордского пост по решению палаты лордов был передан дальнему родственнику покойного, который позднее получил титул графа Линдси.
Графы Линдси занимали пост до 1779 года, когда прямых наследников графов Линдси не осталось. В 1781 году палата лордов приняла решение поделить должность между двумя сестрами покойного великого камергера. Доля старшей впоследствии несколько раз делилась, в то время как доля младшей каждый раз передавалась единственному наследнику. В 2000 году должность принадлежала в разных долях одновременно четырнадцати лицам, имевшим доли от ½ до 1/100.
Должность великого камергера занимает один из владельцев в порядке ротации исходя из величины его доли. Так, маркизы Чамли, имеющие долю ½, должны занимать должность каждое второе правление. Исполнение обязанностей великого камергера может быть возложено на заместителя (Deputy Lord Great Chamberlain). В прошлом такой заместитель обязательно должен был назначаться, если должность занимала женщина, так как вплоть до нынешнего правления женщины не имели права заседать в Палате лордов.

## Лорд великий камергер Шотландии
В Шотландии пост лорда великого камергера известен с 1124 года. Лица, замещающие эту должность, отвечали за сбор рент и налогов с королевских городов, а со времен короля Вильгельма Льва возглавляли всё финансовое ведомство государя, взимали доходы с городов, домениальных земель и феодальные платежи, а также управляли расходами на содержание двора и королевской администрации. В старину лорд великий камергер являлся второй по значимости должностью (после лорда-канцлера) в государственном аппарате страны.
В 1428 году король Яков I изъял из ведения лорда великого камергера права сбора доходов с домениальных земель, налогов, пошлин и феодальных платежей, передав их лорду-казначею, новой должности королевского двора, учреждённой под английским влиянием. Великий камергер сохранил лишь функции контроля над королевскими городами, что в условиях перехода городов на систему фью-фарминга означало потерю всякой значимости в финансовой системе страны.
Падение престижа титула лорда великого камергера продолжалось до конца XVI века, когда Яков VI передал этот пост своему фавориту Эсме Стюарту, 1-му герцогу Ленноксу. Далее титул стал наследственным в этом герцогском семействе, пока в 1705 году он не был возвращён королю. После объединения Шотландии и Англии в 1707 году пост лорда великого камергера Шотландии перестал существовать.